# NGC 1199
NGC 1199 é uma galáxia elíptica (E3) localizada na direcção da constelação de Eridanus. Possui uma declinação de -15° 36' 48" e uma ascensão recta de 3 horas, 03 minutos e 38,4 segundos.
A galáxia NGC 1199 foi descoberta em 30 de Dezembro de 1785 por William Herschel.